# Liste des communes de la wilaya d'El M'Ghair
Pour les autres communes, voir Liste des communes d'Algérie.
Liste des communes de la wilaya algérienne de El M'Ghair créée en 2019 par ordre alphabétique :
1. Djamaa
2. El M'Ghair
3. Merara
4. Oum Touyour
5. Sidi Amrane
6. Sidi Khellil
7. Still
8. Tendla